# Gran Premio de Fráncfort 2021
La 59.ª edición de la clásica ciclista Gran Premio de Fráncfort (nombre oficial en alemán: Eschborn-Frankfurt der Radklassiker) fue una carrera en Alemania que se celebró el 19 de septiembre de 2021 con inicio en la ciudad de Eschborn y final en la ciudad de Fráncfort del Meno sobre un recorrido de 187,4 kilómetros.
La carrera formó parte del UCI WorldTour 2021, siendo la vigésima séptima competición del calendario de máxima categoría mundial. El vencedor fue el belga Jasper Philipsen del Alpecin-Fenix seguido del alemán John Degenkolb del Lotto Soudal y el noruego Alexander Kristoff del UAE Emirates.

## Recorrido
El recorrido fue un poco similar a la edición anterior con salida en la ciudad de Eschborn y llegada en la ciudad de Fráncfort del Meno sobre un recorrido de 187,5 kilómetros, donde sé incluyó el paso por 10 cotas y más de 3222 metros de desnivel acumulado, retomando algunas de las escaladas históricas de la carrera como la ascensión al cerro de Ruppertshain con 1,3 kilómetros de longitud y 6,7% de desnivel donde los ciclistas tienen que pasar tres veces, asimismo la cota de Billtalhöhe regresa después de 7 años de ausencia y donde se subirá dos veces con 3,5 kilómetros de longitud y 8,4% de desnivel. Otras cotas representativas también forman parte de la carrera como el ascenso al Feldberg de 10,8 kilómetros de longitud y 5% de desnivel, y por último la super cota Mammolshain con 1 kilómetro durísimo al 23% de desnivel máximo, donde los ciclistas suben cuatro veces, lo que a menudo desempeña un papel decisivo en la carrera.

## Equipos participantes
Tomaron parte en la carrera 20 equipos: 13 de categoría UCI WorldTeam y 7 de categoría UCI ProTeam. Formaron así un pelotón de 139 ciclistas de los que acabaron 91. Los equipos participantes fueron:
| WorldTeams (13)- Bora-Hansgrohe - Lotto Soudal - UAE Team Emirates - Bahrain Victorious - Team BikeExchange - Jumbo-Visma - Israel Start-Up Nation - Trek-Segafredo - Team DSM - Intermarché-Wanty-Gobert Matériaux - AG2R Citroën Team - Cofidis - Movistar Team ProTeams (7)- Alpecin-Fenix - Uno-X Pro Cycling Team - Gazprom-RusVelo - B&B Hotels p/b KTM - Arkéa-Samsic - Sport Vlaanderen-Baloise - Bingoal Pauwels Sauces WB |
| |

## Clasificaciones finales
- Las clasificaciones finalizaron de la siguiente forma:[4]

### Clasificación general
| \| Clasificación general \| Clasificación general \| Clasificación general \| Clasificación general \| Clasificación general \| \| Ciclista \| Ciclista \| Equipo \| Tiempo \| \| \| --------------------- \| --------------------- \| ---------------------------------- \| --------------------- \| --------------------- \| \| 1.º \| Jasper Philipsen \| Alpecin-Fenix \| 4 h 28 min 03 s \| \| \| 2.º \| John Degenkolb \| Lotto-Soudal \| + 0 s \| \| \| 3.º \| Alexander Kristoff \| UAE Team Emirates \| + 0 s \| \| \| 4.º \| Andrea Pasqualon \| Intermarché-Wanty-Gobert Matériaux \| + 0 s \| \| \| 5.º \| Pascal Ackermann \| Bora-Hansgrohe \| + 0 s \| \| \| 6.º \| Iván García Cortina \| Movistar Team \| + 0 s \| \| \| 7.º \| Christophe Laporte \| Cofidis \| + 0 s \| \| \| 8.º \| Mike Teunissen \| Jumbo-Visma \| + 0 s \| \| \| 9.º \| Michael Matthews \| BikeExchange \| + 0 s \| \| \| 10.º \| Fred Wright \| Bahrain Victorious \| + 0 s \| \| |                     |                                    |                 |
| |                     |                                    |                 |
| Fuente: ProCyclingStats |                     |                                    |                 |
| Clasificación general |                     |                                    |                 |
| Ciclista | Ciclista            | Equipo                             | Tiempo          |
| 1.º | Jasper Philipsen    | Alpecin-Fenix                      | 4 h 28 min 03 s |
| 2.º | John Degenkolb      | Lotto-Soudal                       | + 0 s           |
| 3.º | Alexander Kristoff  | UAE Team Emirates                  | + 0 s           |
| 4.º | Andrea Pasqualon    | Intermarché-Wanty-Gobert Matériaux | + 0 s           |
| 5.º | Pascal Ackermann    | Bora-Hansgrohe                     | + 0 s           |
| 6.º | Iván García Cortina | Movistar Team                      | + 0 s           |
| 7.º | Christophe Laporte  | Cofidis                            | + 0 s           |
| 8.º | Mike Teunissen      | Jumbo-Visma                        | + 0 s           |
| 9.º | Michael Matthews    | BikeExchange                       | + 0 s           |
| 10.º | Fred Wright         | Bahrain Victorious                 | + 0 s           |

## UCI World Ranking
El Gran Premio de Fráncfort otorgó puntos para el UCI World Ranking para corredores de los equipos en las categorías UCI WorldTeam, UCI ProTeam y Continental. Las siguientes tablas son el baremo de puntuación y los 10 corredores que obtuvieron más puntos:
| Posición   | 1.º | 2.º | 3.º | 4.º | 5.º | 6.º | 7.º | 8.º | 9.º | 10.º | 11.º | 12.º | 13.º | 14.º | 15.º-20.º | 21.º-30.º | 31.º-50.º | 51.º-55.º | 56.º-60.º |
| Puntuación | 300 | 250 | 215 | 175 | 120 | 115 | 95  | 75  | 60  | 50   | 40   | 35   | 30   | 25   | 20        | 12        | 5         | 2         | 1         |

| Clasificación |                     |                                    |        |
| Ciclista      | Ciclista            | Equipo                             | Puntos |
| ------------- | ------------------- | ---------------------------------- | ------ |
| 1.º           | Jasper Philipsen    | Alpecin-Fenix                      | 300    |
| 2.º           | John Degenkolb      | Lotto Soudal                       | 250    |
| 3.º           | Alexander Kristoff  | UAE Emirates                       | 215    |
| 4.º           | Andrea Pasqualon    | Intermarché-Wanty-Gobert Matériaux | 175    |
| 5.º           | Pascal Ackermann    | Bora-Hansgrohe                     | 120    |
| 6.º           | Iván García Cortina | Movistar                           | 115    |
| 7.º           | Christophe Laporte  | Cofidis                            | 95     |
| 8.º           | Mike Teunissen      | Jumbo-Visma                        | 75     |
| 9.º           | Michael Matthews    | BikeExchange                       | 60     |
| 10.º          | Fred Wright         | Bahrain Victorious                 | 50     |